# Bürgerrundfunk
Bürgerrundfunk ist ein Modell der Bürgerbeteiligung in der deutschsprachigen Rundfunklandschaft und gehört zum nichtkommerziellen Lokalfunk. Neben Hörfunk (Bürgerfunk; Bürgerradio) umfasst der Begriff auch Fernsehsender (Bürgerfernsehen). Bürgerrundfunk gibt es in den vier Bundesländern Bremen, Niedersachsen, Nordrhein-Westfalen und Thüringen. In Nordrhein-Westfalen und Thüringen wird der Begriff „Bürgermedien“ als Oberbegriff für „Bürgerfunk“ verwendet. Bürgerrundfunk wird oft, wie auch Freie Radios und andere Sender mit Bürgerbeteiligung, inoffiziell als Dritte Säule neben öffentlich-rechtlichen und privaten Sendern bezeichnet. In den meisten Mediengesetzen, die Bürgerrundfunk vorsehen, zeichnet sich das Programmkonzept durch freien, gleichen und diskriminierungsfreien Zugang zu Sendezeit für alle Bürger aus und wird zumeist aus öffentlichen Mitteln gefördert. Bürgerradio wird im englischsprachigen Ländern meistens mit Freien Radios gleichgesetzt und beides als „Community Radio“ übersetzt, was daran liegt, dass dort meistens weniger zwischen verschiedenen partizipativen Modellen unterschieden wird (siehe Freies Radio#Abgrenzung).

## Bremen
In Bremen wurde der Begriff „Bürgerrundfunk“ 2005 in das Landesmediengesetz aufgenommen. Mit der Gesetzesänderung soll die lokale Informationsverpflichtung und -leistung der beiden Bremischen Bürgersender gestärkt werden.

## Niedersachsen
Nach den Vorgaben des Niedersächsischen Mediengesetzes von 2001 hat ein „Veranstalter von Bürgerrundfunk“ drei zentrale Aufgaben. Er soll die lokale und regionale Berichterstattung ergänzen, zugleich allen interessierten Bürgerinnen und Bürgern den Zugang zum Rundfunk gewähren und Medienkompetenz vermitteln. Finanziert wird der Bürgerrundfunk in Niedersachsen durch eigene Finanzmittel der Veranstalter, die überwiegend als eingetragene gemeinnützige Vereine organisiert sind, durch Spenden und Unterstützungsleistungen lokaler Einrichtungen sowie durch anteilige Zuschüsse der Niedersächsischen Landesmedienanstalt (NLM). Das niedersächsische Konvergenzmodell ist das Ergebnis eines mehrjährigen, wissenschaftlich umfassend evaluierten Betriebsversuches, während dessen Offene Kanäle und nichtkommerzielle Lokalradios parallel betrieben wurden. Die Aufhebung des NKL/OK-Dualismus ist die Konsequenz aus der in der Sendepraxis zu beobachtenden Gleichartigkeit beider Bürgermedientypen. So sind die Motive der – mehrheitlich ehrenamtlichen – Produzenten, sich im Bürgerrundfunk zu engagieren, modellübergreifend identisch. Ähnlich sind auch die thematisch-inhaltlichen Präferenzen. Und auch über die Akzeptanz und Nutzung entscheidet nicht das Organisationsmodell, sondern die lokale Verankerung sowie der Umfang und die Güte der lokalen Information.
Eingeführt wurde der Bürgerfunk in Niedersachsen bereits 1995. In einer zunächst mehrjährigen Testphase gab es zwei Bürgerfunkmodelle. Die offenen Kanäle, die nur offene, d. h. Sendeplätze für alle, die im Sendegebiet des Bürgerfunksenders wohnen, anboten und die nichtkommerziellen Lokalradios, die ein rein redaktionelles Programm anboten, wobei die Redaktionen zugangsoffen waren. Der Unterschied zu Nordrhein-Westfalen: In Niedersachsen handelte es sich um eigenständige Sender, die sich ausschließlich durch Gelder der Niedersächsischen Landesmedienanstalt und Zuschüssen aus Städten und Landkreisen im jeweiligen Sendegebiet sowie über Spenden finanzieren. Das Landesmediengesetz verbietet den Sendern jede Form von Werbung.
Am 31. März 2002 lief die Testphase aus und die Sender wurden in den Regelbetrieb übergeführt. Die dafür erteilten Lizenzen laufen bis zum Jahr 2009. Mit der Überführung in den Regelbetrieb wurde die Trennung in Offene Kanäle und nichtkommerzielle Lokalradios aufgehoben, d. h. die Offenen Kanäle müssen seit dem 1. April 2002 ein redaktionelles Programm anbieten und die nichtkommerziellen Lokalradios offene Sendeplätze. Auch die Redaktion der ehemaligen offenen Kanäle ist zugangsoffen.
Den Bürgerfunk in Niedersachsen gibt es als Fernseh- und Hörfunksender. Die Dachorganisation der Sender ist der Landesverband Bürgermedien in Niedersachsen (LBM). Niedersachsenweit gibt es inzwischen 15 eigenständige Bürgerfunksender.

## Nordrhein-Westfalen
Um unterschiedliche Bürgerrundfunktypen in einer begrifflichen Klammer zu vereinen, wurde in Nordrhein-Westfalen (NRW) 2002 der Begriff „Bürgermedien“ in das Landesmediengesetz eingeführt, der neben dem Bürgerfunk auch den Offenen Fernsehkanal und den Campusfunk einschließt.
In Nordrhein-Westfalen waren die privaten kommerziellen Hörfunksender vor Umsetzung des neuen Landesmediengesetzes 2007 gesetzlich verpflichtet, bis zu 15 Prozent ihrer Sendezeit für von Bürgern produzierte Beiträge zur Verfügung zu stellen. Es war der Versuch, die Idee des Offenen Kanals mit einem wirtschaftlich agierenden Lokalradio zu verbinden. In der konkreten Realisation der Herstellung von Hörfunkproduktionen hatte dieses Modell gravierende Konsequenzen: Live-Sendungen waren nicht möglich, da die Bürgerfunker drei Werktage vor dem Ausstrahlungstermin die produzierte Sendung zur Kontrolle durch den Sender einreichen mussten. „B-15-Produzenten“ hatten also nicht die gleiche Autonomie wie Nutzer „echter“ Offener Kanäle. Das Lokalradio behielt dadurch zumindest eine gewisse „Kontrolle“ über sein Format und rechtliche Sicherheit, sowohl hinsichtlich der Vorgaben des Presserechts wie auch sonstiger medienrechtlicher oder strafrechtlicher Bestimmungen. Abgelehnte Sendungen waren von den Lokalsendern, auf Verlangen der verantwortlichen Bürgerfunkgruppe, zur Überprüfung der Entscheidung bei der Landesanstalt für Medien Nordrhein-Westfalen (LfM) einzureichen. Die Produktionsinfrastruktur wurde von 160 anerkannten, das heißt von der zuständigen Medienanstalt geförderten Radiowerkstätten bestimmt, die Anzahl der landesweit aktiven Bürgerfunker auf 18.000 geschätzt. Sie waren in rund 2.700 Bürgerfunkgruppen organisiert. Täglich produzierten sie fast 50 Stunden Programm.
Die von CDU und FDP gestellte NRW Landesregierung hat sich mit der im Mai 2007 erfolgten Novellierung des Landesmediengesetz jedoch für die „faktische Abschaffung“ des Bürgerfunks – wie er in NRW bisher bekannt war – entschieden. Im Fernsehbereich wurde 2009 anstelle der Offenen Kanäle ein landesweiter TV-Lernsender ins Leben gerufen, an dem sich Bürger weiterhin mit eigenen Beiträgen, Filmen und Sendungen beteiligen können. Das Programm wird landesweit unter dem Namen NRWision im digitalen Kabelnetz sowie per Livestream im Internet verbreitet. Außerdem entsteht unter demselben Markennamen eine gemeinschaftliche Mediathek für Produktionen aus den Bürgermedien.

## Rheinland-Pfalz
Im nördlichen Gebiet des Bundeslandes gibt es den Bürgerrundfunk OK54, der ein 24 Stunden Programm sendet und damit der einzige Sender dieser Art in Rheinland-Pfalz ist.

## Schleswig-Holstein
Am 15. September 2006 beschloss der Schleswig-Holsteinische Landtag, den seit 1991 bestehenden Offenen Kanal in eine eigenständige Trägerschaft zu überführen, die Anstalt öffentlichen Rechts „Offener Kanal Schleswig-Holstein“. Diese nahm zum 1. Oktober 2006 ihre Arbeit auf. Die Kapazitäten und Ausrüstung des Senders stehen allen Bürgern zur Verfügung, die ihren Wohnsitz in Schleswig-Holstein, der Freien und Hansestadt Hamburg oder Syddanmark haben.

## Österreich
In Österreich gibt es das Bürgerfernsehen Okto TV, das von der Stadt Wien gefördert wird. Unter den Freien Radios gibt es weitere Sender, deren Charakter dem des Bürgerrundfunks gleicht, während andere Sender wie z. B. Radio OP sich nur an bestimmte Zielgruppen richten.